# Úszás a 2019. évi Afrikai játékokon
A 2019. évi Afrikai játékokon az úszásban összesen 42 versenyszámban osztottak érmet a marokkói Casablancában. A versenyeket augusztus 21. és augusztus 24. között rendezték az V. Mohammed Sportközpont–Olimpiai Uszodában.
Az esemény egyben olimpiai kvalifikációs verseny is volt, melyen a legjobb helyeken végzők kvótát szerezhettek országuknak a 2020-as tokiói nyári olimpiára.

## Eseménynaptár
| E | Előfutamok | D | Döntő |

| augusztus        | 21 | 21 | 22 | 22 | 23 | 23 | 24 | 24 |
| ---------------- | -- | -- | -- | -- | -- | -- | -- | -- |
| 050 m gyors      |    |    |    |    |    |    | E  | D  |
| 0100 m gyors     | E  | D  |    |    |    |    |    |    |
| 0200 m gyors     |    |    | E  | D  |    |    |    |    |
| 0400 m gyors     |    |    |    |    | D  | D  |    |    |
| 0800 m gyors     | D  | D  |    |    |    |    |    |    |
| 1500 m gyors     |    |    |    |    |    |    | D  | D  |
| 050 m hát        |    |    |    |    | E  | D  |    |    |
| 0100 m hát       |    |    |    |    |    |    | E  | D  |
| 0200 m hát       | E  | D  |    |    |    |    |    |    |
| 050 m mell       | E  | D  |    |    |    |    |    |    |
| 0100 m mell      |    |    | E  | D  |    |    |    |    |
| 0200 m mell      |    |    |    |    | E  | D  |    |    |
| 050 m pillangó   |    |    | E  | D  |    |    |    |    |
| 0100 m pillangó  |    |    |    |    | E  | D  |    |    |
| 0200 m pillangó  | D  | D  |    |    |    |    |    |    |
| 0200 m vegyes    |    |    |    |    |    |    | E  | D  |
| 0400 m vegyes    |    |    | D  | D  |    |    |    |    |
| 4 × 100 m gyors  | D  | D  |    |    |    |    |    |    |
| 4 × 200 m gyors  |    |    |    |    | D  | D  |    |    |
| 4 × 100 m vegyes |    |    |    |    |    |    | D  | D  |

| augusztus        | 21 | 21 | 22 | 22 | 23 | 23 | 24 | 24 |
| ---------------- | -- | -- | -- | -- | -- | -- | -- | -- |
| 050 m gyors      |    |    |    |    |    |    | E  | D  |
| 0100 m gyors     | E  | D  |    |    |    |    |    |    |
| 0200 m gyors     |    |    | E  | D  |    |    |    |    |
| 0400 m gyors     |    |    |    |    | D  | D  |    |    |
| 0800 m gyors     |    |    |    |    |    |    | D  | D  |
| 1500 m gyors     | D  | D  |    |    |    |    |    |    |
| 050 m hát        |    |    |    |    | E  | D  |    |    |
| 0100 m hát       |    |    |    |    |    |    | E  | D  |
| 0200 m hát       | D  | D  |    |    |    |    |    |    |
| 050 m mell       | E  | D  |    |    |    |    |    |    |
| 0100 m mell      |    |    | E  | D  |    |    |    |    |
| 0200 m mell      |    |    |    |    | D  | D  |    |    |
| 050 m pillangó   |    |    | E  | D  |    |    |    |    |
| 0100 m pillangó  |    |    |    |    | E  | D  |    |    |
| 0200 m pillangó  | E  | D  |    |    |    |    |    |    |
| 0200 m vegyes    |    |    |    |    |    |    | E  | D  |
| 0400 m vegyes    |    |    | D  | D  |    |    |    |    |
| 4 × 100 m gyors  | D  | D  |    |    |    |    |    |    |
| 4 × 200 m gyors  |    |    | D  | D  |    |    |    |    |
| 4 × 100 m vegyes |    |    |    |    |    |    | D  | D  |

| augusztus        | 21 | 21 | 22 | 22 | 23 | 23 | 24 | 24 |
| ---------------- | -- | -- | -- | -- | -- | -- | -- | -- |
| 4 × 100 m gyors  |    |    |    |    | E  | D  |    |    |
| 4 × 100 m vegyes |    |    | E  | D  |    |    |    |    |

## A versenyen részt vevő nemzetek
A játékokon 37 nemzet 190 úszója – 118 férfi és 72 nő – vett részt, az alábbi megbontásban:
| Részt vevő nemzetek férfi / nő megbontásban | Részt vevő nemzetek férfi / nő megbontásban | Részt vevő nemzetek férfi / nő megbontásban | Részt vevő nemzetek férfi / nő megbontásban | Részt vevő nemzetek férfi / nő megbontásban | Részt vevő nemzetek férfi / nő megbontásban | Részt vevő nemzetek férfi / nő megbontásban | Részt vevő nemzetek férfi / nő megbontásban | Részt vevő nemzetek férfi / nő megbontásban | Részt vevő nemzetek férfi / nő megbontásban | Részt vevő nemzetek férfi / nő megbontásban | Részt vevő nemzetek férfi / nő megbontásban |
| ------------------------------------------- | ------------------------------------------- | ------------------------------------------- | ------------------------------------------- | ------------------------------------------- | ------------------------------------------- | ------------------------------------------- | ------------------------------------------- | ------------------------------------------- | ------------------------------------------- | ------------------------------------------- | ------------------------------------------- |
| nemzet                                      | F                                           | N                                           | nemzet                                      | F                                           | N                                           | nemzet                                      | F                                           | N                                           | nemzet                                      | F                                           | N                                           |
| Algéria (ALG)                               | 9                                           | 5                                           | Eritrea (ERI)                               | 4                                           | 0                                           | Líbia (LBA)                                 | 1                                           | 0                                           | Sierra Leone (SLE)                          | 1                                           | 1                                           |
| Angola (ANG)                                | 2                                           | 2                                           | Etiópia (ETH)                               | 5                                           | 4                                           | Malawi (MAW)                                | 1                                           | 0                                           | Szenegál (SEN)                              | 4                                           | 2                                           |
| Benin (BEN)                                 | 0                                           | 1                                           | Gabon (GAB)                                 | 1                                           | 1                                           | Mali (MLI)                                  | 3                                           | 2                                           | Togo (TOG)                                  | 2                                           | 0                                           |
| Botswana (BOT)                              | 5                                           | 2                                           | Gambia (GAM)                                | 2                                           | 0                                           | Marokkó (MAR)                               | 8                                           | 8                                           | Tunézia (TUN)                               | 3                                           | 0                                           |
| Burkina Faso (BUR)                          | 2                                           | 1                                           | Ghána (GHA)                                 | 3                                           | 0                                           | Mauritius (MRI)                             | 3                                           | 2                                           | Uganda (UGA)                                | 1                                           | 1                                           |
| Burundi (BDI)                               | 2                                           | 1                                           | Guinea (GUI)                                | 1                                           | 1                                           | Mozambik (MOZ)                              | 2                                           | 0                                           | Zambia (ZAM)                                | 2                                           | 2                                           |
| Dél-afrikai Köztársaság (RSA)               | 13                                          | 9                                           | Kenya (KEN)                                 | 7                                           | 5                                           | Namíbia (NAM)                               | 1                                           | 1                                           | Zimbabwe (ZIM)                              | 3                                           | 2                                           |
| Dzsibuti (DJI)                              | 1                                           | 1                                           | Kongói Demokratikus Köztársaság (COD)       | 3                                           | 0                                           | Niger (NIG)                                 | 2                                           | 1                                           |                                             |                                             |                                             |
| Egyenlítői-Guinea (GEQ)                     | 1                                           | 1                                           | Kongói Köztársaság (CGO)                    | 1                                           | 1                                           | Nigéria (NGR)                               | 2                                           | 2                                           |                                             |                                             |                                             |
| Egyiptom (EGY)                              | 14                                          | 10                                          | Közép-afrikai Köztársaság (CAF)             | 0                                           | 1                                           | Seychelle-szigetek (SEY)                    | 3                                           | 2                                           |                                             |                                             |                                             |

F = férfi, N = nő

## Eredmények

### Éremtáblázat
Jelmagyarázat:
| Marokkó (rendező ország) |

| #        | nemzet                        | arany | ezüst | bronz | összesen |
| 1        | Dél-afrikai Köztársaság (RSA) | 20    | 13    | 12    | 45       |
| 2        | Egyiptom (EGY)                | 14    | 17    | 10    | 41       |
| 3        | Algéria (ALG)                 | 5     | 7     | 8     | 20       |
| 4        | Seychelle-szigetek (SEY)      | 2     | 1     | 1     | 4        |
| 5        | Tunézia (TUN)                 | 1     | 3     | 2     | 6        |
| 6        | Botswana (BOT)                | 0     | 1     | 1     | 2        |
| 7        | Marokkó (MAR)                 | 0     | 0     | 4     | 4        |
| 8        | Angola (ANG)                  | 0     | 0     | 1     | 1        |
| 8        | Kenya (KEN)                   | 0     | 0     | 1     | 1        |
| 8        | Zambia (ZAM)                  | 0     | 0     | 1     | 1        |
| 8        | Zimbabwe (ZIM)                | 0     | 0     | 1     | 1        |
| összesen | összesen                      | 42    | 42    | 42    | 126      |

### Éremszerzők
- AF – Afrika-rekord
- GR – Afrikai játékok-rekord
- NR – országos rekord

#### Férfi
| versenyszám         | arany | arany        | ezüst | ezüst      | bronz | bronz      |
| 50 m gyorsúszás     | Ali Khalafalla Egyiptom                                                                                              | 22,17 GR     | Oussama Sahnoune Algéria                                                                                                  | 22,19      | Brad Tandy Dél-afrikai Köztársaság                                                                                              | 22,21      |
| 100 m gyorsúszás    | Oussama Sahnoune Algéria                                                                                             | 48,97 GR     | Ali Khalafalla Egyiptom                                                                                                   | 49,81      | Mohamed Samy Egyiptom | 49,85      |
| 200 m gyorsúszás    | Marwan Elkamash Egyiptom                                                                                             | 1:49,10      | Mohamed Mehdi Agili Tunézia                                                                                               | 1:49,22    | Yassin Elshamaa Egyiptom | 1:49,40    |
| 400 m gyorsúszás    | Mohamed Mehdi Agili Tunézia                                                                                          | 3:48,94      | Marwan Elkamash Egyiptom                                                                                                  | 3:50,95    | Ahmed Akram Egyiptom | 3:51,81    |
| 800 m gyorsúszás    | Ahmed Akram Egyiptom                                                                                                 | 7:57,21      | Mohamed Mehdi Agili Tunézia                                                                                               | 7:57,87    | Marwan Elkamash Egyiptom | 8:06,90    |
| 1500 m gyorsúszás   | Ahmed Akram Egyiptom                                                                                                 | 15:19,49     | Mohamed Mehdi Agili Tunézia                                                                                               | 15:26,15   | Marwan El-Amrawy Egyiptom | 15:32,43   |
|                     | |              | |            | |            |
| 50 m hátúszás       | Mohamed Samy Egyiptom                                                                                                | 25,26 GR     | Abdellah Ardjoune Algéria                                                                                                 | 25,61 NR   | Driss Lahrichi Marokkó | 26,12      |
| 100 m hátúszás      | Abdellah Ardjoune Algéria                                                                                            | 55,02 GR, NR | Mohamed Samy Egyiptom | 55,57      | Martin Binedell Dél-afrikai Köztársaság                                                                                         | 56,20      |
| 200 m hátúszás      | Martin Binedell Dél-afrikai Köztársaság                                                                              | 1:59,03 GR   | Abdellah Ardjoune Algéria                                                                                                 | 2:00,38 NR | Yassin Elshamaa Egyiptom | 2:03,17    |
|                     | |              | |            | |            |
| 50 m mellúszás      | Michael Houlie Dél-afrikai Köztársaság                                                                               | 27,41        | Youssef El-Kamash Egyiptom                                                                                                | 27,52 NR   | Wassim Elloumi Tunézia | 28,27      |
| 100 m mellúszás     | Alaric Basson Dél-afrikai Köztársaság                                                                                | 1:00,96      | Youssef El-Kamash Egyiptom                                                                                                | 1:01,52    | Michael Houlie Dél-afrikai Köztársaság                                                                                          | 1:01,55    |
| 200 m mellúszás     | Alaric Basson Dél-afrikai Köztársaság                                                                                | 2:14,21 GR   | Youssef El-Kamash Egyiptom                                                                                                | 2:14,83 NR | Adnan Beji Tunézia | 2:15,73    |
|                     | |              | |            | |            |
| 50 m pillangóúszás  | Abdelrahman Elaraby Egyiptom                                                                                         | 23,81        | Ali Khalafalla Egyiptom                                                                                                   | 23,88      | Ryan Coetzee Dél-afrikai Köztársaság                                                                                            | 24,04      |
| 100 m pillangóúszás | Ryan Coetzee Dél-afrikai Köztársaság                                                                                 | 53,70        | Alard Basson Dél-afrikai Köztársaság                                                                                      | 53,88      | Yusuf Tibazi Marokkó | 53,89      |
| 200 m pillangóúszás | Jaouad Syoud Algéria                                                                                                 | 2:01,01 NR   | Lounis Khendriche Algéria                                                                                                 | 2:02,49    | Ahmed Salem Egyiptom | 2:03,79    |
|                     | |              | |            | |            |
| 200 m vegyesúszás   | Jaouad Syoud Algéria                                                                                                 | 2:02,49      | Yassin Elshamaa Egyiptom                                                                                                  | 2:03,98    | Neil Fair Dél-afrikai Köztársaság                                                                                               | 2:04,15    |
| 400 m vegyesúszás   | Ramzi Chouchar Algéria                                                                                               | 4:23,53 NR   | Ayrton Sweeney Dél-afrikai Köztársaság                                                                                    | 4:26,88    | Ahmed Salem Egyiptom | 4:28,35    |
|                     | |              | |            | |            |
| 4 × 100 m gyors     | Dél-afrikai Köztársaság Brad Tandy (51,05) Ryan Coetzee (50,61) Martin Binedell (50,12) Douglas Erasmus (49,85)      | 3:21,63      | Egyiptom Abdelrahman Elaraby (51,57) Marwan Elkamash (51,59) Ali Khalafalla (49,27) Mohamed Samy (49,40)                  | 3:21,83    | Marokkó Souhail Hamouchane (52,11) Driss Lahrichi (51,44) Merwane El Merini (52,04) Samy Boutouil (50,33)                       | 3:25,92    |
| 4 × 200 m gyors     | Egyiptom Marwan El-Amrawy (1:50,98) Ahmed Akram (1:50,98) Marwan Elkamash (1:53,02) Yassin Elshamaa (1:50,43)        | 7:25,41      | Dél-afrikai Köztársaság Martin Binedell (1:51,87) Brent Szurdoki (1:50,79) Alard Basson (1:56,70) Alaric Basson (1:55,77) | 7:35,13    | Algéria Mohamed Anisse Djaballah (1:53,54) Lounis Khendriche (1:54,87) Ramzi Chouchar (1:55,28) Moncef Aymen Balamane (1:57,80) | 7:41,49    |
| 4 × 100 m vegyes    | Dél-afrikai Köztársaság Martin Binedell (56,46) Alaric Basson (1:00,70) Ryan Coetzee (53,18) Douglas Erasmus (49,90) | 3:40,24 GR   | Egyiptom Mohamed Samy (56,84) Youssef El-Kamash (1:01,17) Khaled Morad (55,17) Ali Khalafalla (48,92)                     | 3:42,10    | Algéria Abdellah Ardjoune (56,30) Moncef Aymen Balamane (1:02,38) Jaouad Syoud (54,01) Mehdi Nazim Benbara (50,78)              | 3:43,47 NR |

#### Női
| versenyszám         | arany | arany        | ezüst | ezüst    | bronz | bronz      |
| 50 m gyorsúszás     | Erin Gallagher Dél-afrikai Köztársaság                                                                                            | 24,95 GR, NR | Farida Osman Egyiptom                                                                                    | 25,06    | Emma Chelius Dél-afrikai Köztársaság                                                                         | 25,25      |
| 100 m gyorsúszás    | Erin Gallagher Dél-afrikai Köztársaság                                                                                            | 55,13 GR     | Farida Osman Egyiptom                                                                                    | 55,62    | Emma Chelius Dél-afrikai Köztársaság                                                                         | 55,86      |
| 200 m gyorsúszás    | Hania Moro Egyiptom | 2:04,31      | Christin Mundell Dél-afrikai Köztársaság                                                                 | 2:04,75  | Majda Chebaraka Algéria                                                                                      | 2:05,51    |
| 400 m gyorsúszás    | Hania Moro Egyiptom | 4:21,36      | Christin Mundell Dél-afrikai Köztársaság                                                                 | 4:22,95  | Majda Chebaraka Algéria                                                                                      | 4:24,60    |
| 800 m gyorsúszás    | Hania Moro Egyiptom | 8:54,01      | Samantha Randle Dél-afrikai Köztársaság                                                                  | 8:55,32  | Majda Chebaraka Algéria                                                                                      | 9:07,21    |
| 1500 m gyorsúszás   | Hania Moro Egyiptom | 17:06,71     | Samantha Randle Dél-afrikai Köztársaság                                                                  | 17:11,07 | Carla Antonopoulos Dél-afrikai Köztársaság                                                                   | 17:22,15   |
|                     | |              | |          | |            |
| 50 m hátúszás       | Erin Gallagher Dél-afrikai Köztársaság                                                                                            | 29,05        | Felicity Passon Seychelle-szigetek                                                                       | 29,17 NR | Naomi Ruele Botswana                                                                                         | 29,22      |
| 100 m hátúszás      | Felicity Passon Seychelle-szigetek                                                                                                | 1:02,42      | Naomi Ruele Botswana                                                                                     | 1:02,62  | Kerryn Herbst Dél-afrikai Köztársaság                                                                        | 1:03,76    |
| 200 m hátúszás      | Felicity Passon Seychelle-szigetek                                                                                                | 2:14,55 NR   | Samantha Randle Dél-afrikai Köztársaság                                                                  | 2:15,55  | Robyn Lee Zimbabwe                                                                                           | 2:22,50    |
|                     | |              | |          | |            |
| 50 m mellúszás      | Kaylene Corbett Dél-afrikai Köztársaság                                                                                           | 32,20 GR     | Christin Mundell Dél-afrikai Köztársaság                                                                 | 32,70    | Tilka Paljk Zambia                                                                                           | 32,92      |
| 100 m mellúszás     | Kaylene Corbett Dél-afrikai Köztársaság                                                                                           | 1:09,75      | Christin Mundell Dél-afrikai Köztársaság                                                                 | 1:10,67  | Sarah Soliman Egyiptom                                                                                       | 1:13,36    |
| 200 m mellúszás     | Kaylene Corbett Dél-afrikai Köztársaság                                                                                           | 2:29,23      | Christin Mundell Dél-afrikai Köztársaság                                                                 | 2:35,30  | Rawan Eldamaty Egyiptom                                                                                      | 2:39,22    |
|                     | |              | |          | |            |
| 50 m pillangóúszás  | Farida Osman Egyiptom | 25,94 GR     | Erin Gallagher Dél-afrikai Köztársaság                                                                   | 26,24 NR | Emma Chelius Dél-afrikai Köztársaság                                                                         | 27,40      |
| 100 m pillangóúszás | Farida Osman\| Egyiptom | 58,79 GR     | Erin Gallagher Dél-afrikai Köztársaság                                                                   | 59,34    | Felicity Passon Seychelle-szigetek                                                                           | 1:00,61 NR |
| 200 m pillangóúszás | Nour Elgendy Egyiptom | 2:18,21      | Hamida Rania Nefsi Algéria                                                                               | 2:20,33  | Lia Lima Angola                                                                                              | 2:21,51    |
|                     | |              | |          | |            |
| 200 m vegyesúszás   | Jessica Whelan Dél-afrikai Köztársaság                                                                                            | 2:19,44      | Hamida Rania Nefsi Algéria                                                                               | 2:20,57  | Christin Mundell Dél-afrikai Köztársaság                                                                     | 2:21,70    |
| 400 m vegyesúszás   | Samantha Randle Dél-afrikai Köztársaság                                                                                           | 4:55,31      | Hamida Rania Nefsi Algéria                                                                               | 4:58,55  | Jessica Whelan Dél-afrikai Köztársaság                                                                       | 5:01,35    |
|                     | |              | |          | |            |
| 4 × 100 m gyors     | Dél-afrikai Köztársaság Erin Gallagher (55,42) Jessica Whelan (58,83) Kerryn Herbst (58,32) Emma Chelius (56,31)                  | 3:48,88 GR   | Egyiptom Amina Elsebelgy (59,00) Yasmin Hassan (59,11) Hania Moro (58,97) Farida Osman (56,45)           | 3:53,53  | Algéria Amel Melih (57,07) Hamida Rania Nefsi (59,63) Sara El Tahawi (1:02,02) Majda Chebaraka (59,56)       | 3:58,28    |
| 4 × 200 m gyors     | Dél-afrikai Köztársaság Christin Mundell (2:05,98) Jessica Whelan (2:08,07) Carla Antonopoulos (2:09,67) Erin Gallagher (2:06,85) | 8:30,57      | Egyiptom Nour Elgendy (2:12,37) Logaine Abdellatif (2:10,35) Farida Samra (2:09,24) Hania Moro (2:08,33) | 8:40,29  | Algéria Majda Chebaraka (2:08,34) Amel Melih (2:07,99) Sara El Tahawi (2:16,42) Hamida Rania Nefsi (2:10,00) | 8:42,75    |
| 4 × 100 m vegyes    | Dél-afrikai Köztársaság Kerryn Herbst (1:04,40) Kaylene Corbett (1:10,88) Erin Gallagher (1:00,27) Emma Chelius (56,87)           | 4:12,42      | Egyiptom Rola Hussein (1:05,96) Sarah Soliman (1:13,53) Farida Osman (1:00,94) Hania Moro (59,64)        | 4:20,07  | Kenya Sylvia Brunlehner (1:06,94) Rebecca Kamau (1:13,87) Emily Muteti (1:02,80) Maria Brunlehner (58,11)    | 4:21,72    |

#### Vegyes
| versenyszám            | arany | arany          | ezüst | ezüst      | bronz | bronz      |
| 4 × 100 m gyorsváltó   | Dél-afrikai Köztársaság Douglas Erasmus (50,42) Ryan Coetzee (49,74) Emma Chelius (55,87) Erin Gallagher (55,21) Carla Antonopoulos* Brad Tandy* Kerryn Herbst*             | 3:31,24 AF, GR | Egyiptom Mohamed Samy (49,86) Ali Khalafalla (49,75) Amina Elsebelgy (58,27) Farida Osman (56,43) Abdelrahman Elaraby* Amina Elsebelgy* Ahmed Salem* Farida Samra* | 3:34,31 NR | Algéria Mehdi Nazim Benbara (51,69) Jaouad Syoud (50,39) Amel Melih (58,02) Majda Chebaraka (59,72) Moncef Aymen Balamane* Ramzi Chouchar* Hamida Rania Nefsi* | 3:39,82 NR |
| 4 × 100 m vegyes váltó | Dél-afrikai Köztársaság Martin Binedell (55,43) Michael Houlie (59,96) Erin Gallagher (58,98) Emma Chelius (56,39) Neil Fair* Kaylene Corbett* Alard Basson* Kerryn Herbst* | 3:50,76 GR     | Egyiptom Mohamed Samy (55,28) Youssef El-Kamash (1:00,83) Farida Osman (59,09) Amina Elsebelgy (58,73) Rola Hussein* Mohamed Eissawy* Ali Khalafalla*              | 3:53,93 NR | Marokkó Driss Lahrichi (56,55) Hiba Laknit (1:16,02) Yusuf Tibazi (55,59) Noura Mana (1:00,12) Adil Assouab* Samy Boutouil*                                    | 4:08,28 NR |

____
* A versenyző az előfutamban vett részt.